# 佩德罗二世城
佩德罗二世城（葡萄牙語：Pedro II）是巴西皮奥伊州的一个市镇。总面积1518.186平方公里，总人口36657人，人口密度24.1人/平方公里。